# Paatei Modi’in
Paatei Modi’in (hebr.: פאתי מודיעין) – jedna z dwóch stacji kolejowych w mieście Modi’in-Makkabbim-Re’ut, w Izraelu, obsługiwana przez Rakewet Jisra’el.
Dworzec jest przystosowany dla osób niepełnosprawnych.

## Połączenia
Pociągi z Modi’in-Makkabbim-Re’ut jadą do Naharijji, Hajfy i Tel Awiwu.